# U218 Singles
U218 Singles  es un álbum recopilatorio del grupo irlandés de rock U2 publicado en 2006. Contiene dieciséis temas del grupo publicados previamente como sencillos y dos nuevas canciones, "The Saints Are Coming", a dúo con Green Day, y "Window in the Skies". U218 Videos, un DVD con videos musicales de la carrera musical de U2, fue publicado de forma paralela.
El álbum debutó el 9 de diciembre de 2006 en la lista Billboard 200 con ventas en torno a las 134.000 copias. A comienzos de 2008, U218 Singles había alcanzado la cifra de 847.490 copias vendidas.

## Lista de canciones
| N.º   | Título | Del álbum:                      | Duración |  |
| 1.    | «I Will Follow» (Sólo en el Reino Unido, Japón y Australia) | Boy                             | 3:38     |  |
| 2.    | «Beautiful Day» | All That You Can't Leave Behind | 4:05     |  |
| 3.    | «I Still Haven't Found What I'm Looking For» | The Joshua Tree                 | 4:37     |  |
| 4.    | «Pride (In the Name of Love)» | The Unforgettable Fire          | 3:48     |  |
| 5.    | «With or Without You» | The Joshua Tree                 | 4:56     |  |
| 6.    | «Vertigo» (single version) | How to Dismantle an Atomic Bomb | 3:10     |  |
| 7.    | «New Year's Day» (previamente publicado en la edición japonesa del sencillo "New Year's Day" y en The Best of 1980-1990)                                             | War                             | 4:17     |  |
| 8.    | «Mysterious Ways» | Achtung Baby                    | 4:02     |  |
| 9.    | «Stuck in a Moment You Can't Get Out Of» | All That You Can't Leave Behind | 4:31     |  |
| 10.   | «Where the Streets Have No Name» (Mezcla previamente inédita, similar a la publicada en el sencillo "Where the Streets Have No Name" pero sin los coros de The Edge) | The Joshua Tree                 | 4:46     |  |
| 11.   | «Sweetest Thing» (single mix) | The Best of 1980-1990           | 3:00     |  |
| 12.   | «Sunday Bloody Sunday» | War                             | 4:40     |  |
| 13.   | «One» | Achtung Baby                    | 4:35     |  |
| 14.   | «Desire» | Rattle and Hum                  | 2:58     |  |
| 15.   | «Walk On» (Previamente publicado en la edición canadiense del sencillo "Walk On")                                                                                    | All That You Can't Leave Behind | 4:25     |  |
| 16.   | «Elevation» (album version) | All That You Can't Leave Behind | 3:46     |  |
| 17.   | «Sometimes You Can't Make It on Your Own» | How to Dismantle an Atomic Bomb | 5:05     |  |
| 18.   | «The Saints are Coming» (featuring Green Day) | Tema inédito                    | 3:21     |  |
| 19.   | «Window in the Skies» (album version) | Tema inédito                    | 4:07     |  |
| 80:28 | |                                 |          |  |

Variaciones
"I Will Follow" aparece como tema extra en las ediciones en CD del Reino Unido, Japón  y Australia. La versión deluxe  contiene un DVD en directo  junto a un libreto digital y un tema extra, "Smile", para aquellos que reservaban el álbum. En la edición estadounidense, el álbum no llevaba incluido un libreto digital, pero sí el tema "Smile" para los que reservaban el álbum con antelación.
Una versión limitada incluye un DVD con diez canciones grabadas durante el Vertigo Tour en Milán, Italia.

## Listas de éxitos
| País           | Posición más alta | Certificación | Ventas   |
| -------------- | ----------------- | ------------- | -------- |
| Austria        | 2                 |               |          |
| Australia      | 1                 | Platino (x3)  | +210.000 |
| Brasil         |                   | Oro           | +50.000  |
| Canadá         |                   | Platino       | +100.000 |
| Finlandia      | 10                |               |          |
| Hungría        |                   | Platino       | +10 000  |
| Irlanda        |                   | Platino (x6)  | +90.000  |
| Japón          |                   | Oro           | +100.000 |
| México         | 5                 | Oro           | +50.000  |
| Países Bajos   |                   | Oro           | +35.000  |
| Nueva Zelanda  | 1                 | Platino (x4)  | +60.000  |
| Noruega        | 5                 |               |          |
| Polonia        |                   | Platino (x2)  | +80.000  |
| Portugal       |                   | Platino       | +20.000  |
| España         |                   | Platino       | +100.000 |
| Suecia         | 4                 |               |          |
| Suiza          | 1                 | Platino       | +30.000  |
| Reino Unido    | 4                 | Platino (x2)  | +600.000 |
| Estados Unidos | 12                | Oro           | +850.000 |

## Vertigo 05: Live from Milan DVD
Vertigo 05: Live from Milan es un DVD incluido en la edición deluxe de U218 Singles. El DVD incluye diez canciones de las 25 interpretadas en el concierto ofrecido en Milán, Italia, el 21 de julio de 2005 durante la gira Vertigo Tour. Es el segundo lanzaminento de concierto, precedido por Vertigo: Live from Chicago y siguiendo con U2 3D. La edición deluxe en la tienda iTunes incluye las canciones como temas de audio adicionales, con la excepción de "Original of the Species".

### Lista de canciones
1. "Vertigo"
2. "I Will Follow"
3. "Elevation"
4. "I Still Haven't Found What I'm Looking For"
5. "All I Want Is You"
6. "City of Blinding Lights"
7. "Sometimes You Can't Make It On Your Own"
8. "Miss Sarajevo"
9. "Original of the Species"
10. "With or Without You"

### Audio
- PCM Stereo
- Dolby Digital 5.1
- DTS 5.1

### Personal
- Bono - voz principal, guitarra eléctrica en "Original of the Species"
- The Edge - segunda voz; guitarra eléctrica (excepto in "Miss Sarajevo"); piano en "Miss Sarajevo"
- Adam Clayton - bajo eléctrico, sintetizador en "City of Blinding Lights"
- Larry Mullen Jr. - batería, coros en "Elevation"